# Antonia Kupfer
Antonia Kupfer ist eine deutsche Soziologin mit den Forschungsschwerpunkten Globalisierung und der Wandel von Arbeit und Bildung, Niedriglohnbeschäftigte in komparativer Perspektive und Verhältnis von Macht und Bildung. Seit 2014 ist sie Professorin an der TU Dresden.

## Leben
Nach ihrem Soziologiestudium an der Freien Universität Berlin war Kupfer zwischen 1997 und 1999 als wissenschaftliche Mitarbeiterin der Gleichstellungsbeauftragten der Universität Potsdam tätig. In den Jahren 1999 bis 2003 war sie Promotionsstipendiatin der Hans-Böckler-Stiftung (Promotion an der Heinrich-Heine-Universität Düsseldorf) und 2004 wissenschaftliche Mitarbeiterin am Hochschulforschungsinstitut der Martin-Luther-Universität Halle-Wittenberg.
Es folgte eine Stelle als wissenschaftliche Assistentin in der Abteilung Soziologische Theorie und Sozialanalysen des Instituts für Soziologie der Johannes-Kepler-Universität Linz (2004–2010), der Posten als Joseph A. Schumpeter Fellow am Weatherhead Center der Harvard University (2010–2011) und Senior Lecturer in der Academic Unit of Education an der University of Southampton.
Im Oktober 2014 folgte Antonia Kupfer dem Ruf auf die Professur für Makrosoziologie am Institut für Soziologie der Technischen Universität Dresden.

## Auszeichnung
- 2010: Wissenschaftspreis der Arbeiterkammer Oberösterreich für die Habilitation „Bildung und soziale Ungleichheit“

## Werke (Auswahl)
- Universität und soziale Gerechtigkeit. Eine Bilanz der Hochschulreformen seit 1998, Frankfurt/M., New York: Campus, 2004, ISBN 3-593-37602-4.
- DoktorandInnen in den USA. Eine Analyse vor dem Hintergrund des Bologna-Prozesses, Wiesbaden: Deutscher Universitäts-Verlag, 2007, ISBN 978-3-8350-6078-4.
- Bildungssoziologie. Theorien, Institutionen, Debatten, Wiesbaden: Verlag für Sozialwissenschaften, 2011, ISBN 978-3-531-17535-5.
- Educational Upward Mobility. Practices of Social Changes: Basingstoke: Palgrave Macmillan, 2015, ISBN 978-1-137-35530-0.